# Герцог Генуэзский
Герцог Генуи — дополнительный титул Короля Сардинского.
Впервые был присвоен в 1815 году принцу Карлу Феликсу, будущему сардинскому королю. В 1831 году титул присвоен принцу Фердинандо Савойскому, второму сыну короля Сардинии Карла Альберта. Род герцогов Генуэзских пресекся после смерти принца Эудженио, правнука короля Карла Альберта в 1996 году.
| Герцог                  | Портрет | Рождение                                                                     | Герцогиня                     | Смерть                   |
| ----------------------- | ------- | ---------------------------------------------------------------------------- | ----------------------------- | ------------------------ |
| Карл Феликс 1815—1821   |         | 6 апреля 1765 Турин пятый сын Виктора Амадея III и Марии Антонии Испанской   | Мария Кристина                | 27 апреля 1831 Турин     |
| Фердинандо I 1831—1855  |         | 15 ноября 1822 Флоренция второй сын Карла Альберта и Марии Терезы Тосканской | Елизавета Саксонская          | 10 февраля 1855 Турин    |
| Томмазо 1855—1931       |         | 6 февраля 1854 Турин единственный сын Фердинандо I и Елизаветы Саксонской    | Изабелла Баварская            | 15 апреля 1931 Турин     |
| Фердинандо II 1931—1963 |         | 21 апреля 1884 Турин старший сын Томмазо и Изабеллы Баварской                | Мария Луиза Алльяга Гандольфи | 24 июня 1963 Бордигера   |
| Филиберто 1963—1990     |         | 10 марта 1895 Турин второй сын Томмазо и Изабеллы Баварской                  | Лидия Аренберг                | 7 сентября 1990 Лозанна  |
| Эудженио 1990—1996      |         | 13 марта 1906 Турин четвёртый сын Томмазо и Изабеллы Баварской               | Лючия Бурбон-Сицилийская      | 8 декабря 1996 Сан-Пауло |